# Lasiurus egregius
Lasiurus egregius és una espècie de ratpenat de la família dels vespertiliònids. Viu al Brasil, la Guaiana Francesa, Panamà i, possiblement, Colòmbia. El seu hàbitat natural probablement són els boscos. Es tracta d'un animal insectívor. Es desconeix si hi ha cap amenaça significativa per a la supervivència d'aquesta espècie.